# Praça de Touros Carlos Relvas
A Praça de Touros Carlos Relvas é uma praça de touros localizada em Setúbal, Portugal. Foi inaugurada a 15 de Setembro de 1889, tendo inicialmente a designação "D. Carlos". Tem uma lotação de 4.205 lugares.
Após alguns anos encerrada ao público no século XXI, foi alvo de uma renovação profunda. A reabertura decorreu com a realização de uma corrida de toiros em 30 de Julho de 2011, com 6 toiros da Ganadaria espanhola Conde de la Maza para António Ribeiro Telles, Manuel Lupi e Duarte Pinto, com pegas a cargo de uma Selecção de Forcados do Distrito de Setúbal.
Em 2020, foi noticiado que o município, vai fazer obras de requalificação do espaço com o objetivo de transformar o equipamento num espaço multiusos coberto, como o Campo Pequeno em Lisboa.